# Guglielmo Raimondo III Moncada
Guglielmo Raimondo Moncada Peralta, marchese di Malta e Gozo (... – Lentini, 1398), è stato un nobile, politico e militare italiano del XIV secolo.

## Biografia
Nacque da Matteo, conte di Agosta e dalla di lui prima consorte Giovanna Peralta d'Aragona dei conti di Caltabellotta. Succeduto al padre nel titolo di Conte di Agosta dopo il 1378, divenne in seguito il più titolato e potente della sua famiglia. Pur essendo uno dei feudatari più potenti della Sicilia fu escluso dal Governo dei Quattro Vicari generali, istituito dal re Federico IV d'Aragona poco prima di morire nel 1377, allo scopo di evitare il verificarsi di lotte baronali in Sicilia, e dunque il riproporsi di una nuova lotta tra la fazione dei Catalani e la fazione dei Latini, i due schieramenti della nobiltà siciliana con i primi legati agli Aragonesi e i secondi invece legati ai precedenti dominatori Angioini.
Il quadrumvirato vicariale fu formato da Artale Alagona, conte di Mistretta, Manfredi Chiaramonte, conte di Modica, Guglielmo Peralta, conte di Caltabellotta e Francesco Ventimiglia, conte di Geraci. Dopo la morte del Sovrano aragonese amministrarono di fatto l'isola, poiché esso aveva lasciato come unica erede la figlia, Maria, duchessa di Atene e Nepatria, per la quale il padre aveva nominato Alagona suo tutore fino al compimento del diciottesimo anno. Il Conte di Mistretta si adoperò affinché la principessa Maria fosse data in sposa a un nobile di origine latina e suoi pretendenti furono Ottone III dei marchesi del Monferrato e Gian Galeazzo Visconti, duca di Milano.
La decisione di Alagona di designare Visconti come sposo della principessa Maria incontrò la decisa opposizione da parte di Moncada, il quale nel 1379, approfittando dell'assenza del medesimo recatosi a Messina proprio per accordarsi con il Duca di Milano, irruppe al Castello Ursino di Catania, dove si trovava la figlia del re Federico, che rapì e condusse ad Augusta. L'iniziativa del Conte Guglielmo Raimondo ebbe l'approvazione del papa Urbano VI, il quale intendeva dare Maria in sposa al nipote Francesco Prignano, e lo sollecitò con un breve a non fargli sposare un aragonese. Inoltre l'impresa di cui si rese autore gli valse l'appellativo di il Conquistatore.
Augusta venne in seguito assediata dalle forze di Artale Alagona e perciò Moncada condusse la Principessa Maria nel castello di Licata, dove nel 1381, incontrò emissari del re Pietro IV d'Aragona, consegnandola a questi ultimi. A sua volta Licata fu assediata dalle forze guidate dal Chiaramonte, e la principessa fu portata nuovamente ad Augusta, e dopo la sua conquista avvenuta nel 1382 da parte del Conte di Mistretta, a Cagliari. Moncada riparò successivamente in Catalogna assieme alla famiglia, dove chiese aiuto alla Corona aragonese per chiedere l'intervento in Sicilia e ottenere il riconoscimento dei suoi meriti nel rapimento. Essendosi l'Alagona impadronito dei suoi feudi siciliani il re Martino d'Aragona gli assegnò quelle aragonesi di Granollers, Caldes de Montbui e San Vicente, poi scambiate con il Conte d'Urgel ricevendo in cambio la baronia di Chiva nel Regno di Valenza.
Martino il Giovane, figlio del precedente, sposò l'erede al trono del Regno di Sicilia la principessa Maria tra il 1389 e il 1392 e tale unione fu fortemente osteggiata da molti baroni siciliani, a partire dagli Alagona e dai Chiaramonte. Nel 1392 Martino sbarcò in Sicilia per prendere possesso dell'isola e fu incoronato insieme a Maria nella Cattedrale di Palermo. Molti dei signori che gli si erano opposti prestando il giuramento di Castronovo del 1391, fecero atto di sottomissione e i Chiaramonte si ritrovarono insieme ai soli Alagona a fronteggiare l'esercito catalano di Bernardo Cabrera. Andrea Chiaramonte, erede di Manfredi, sconfitto e tradito, fu catturato e condannato alla pena capitale. Giustiziato per decapitazione a Palermo davanti al palazzo Chiaramonte-Steri, i suoi beni furono confiscati e divisi fra Moncada e Cabrera.
Con privilegio del 28 gennaio 1392 a Moncada furono assegnati la Contea di Malta e Gozo di cui fu investito con il titolo di marchese, l'isola di Lipari, le città di Naro, di Mineo, di Sutera, le terre di Delia, Mussomeli, Manfrida, Gibellina, Favara, Sant'Angelo Muxaro, Montechiaro, Guastanella, Misilmeri, e il castello di Mongiolino. Dichiarato regio consanguineo con privilegio del 14 aprile dell'anno medesimo, ottenne tutti i beni, anche feudali senza vassalli, appartenuti ai Chiaramonte e agli Alagona. Un altro privilegio del 19 ottobre lo investì delle baronie di Calatafimi, Alcamo, Calatubo, delle isole di Favignana, Levanzo e Marettimo. Con due successivi privilegi, del 15 febbraio 1395 e 18 novembre 1396, ebbe Ferla, Riesi, San Giuliano, Sortino, Monteclimaco e altri, nonché le baronie delle onze annue 500 d'oro sulle tratte di Agosta, del tarì uno sopra il porto di Brucoli. Guglielmo Raimondo occupò anche diversi incarichi politici e militari: fu infatti Gran connestabile, capitano generale di tutta la cavalleria siciliana e Gran Giustiziere del Regno.
Pervenuto al massimo della potenza, una sentenza emanata il 16 novembre 1397 dalla Gran Corte lo dichiarò fellone e tutti i suoi beni gli furono confiscati. La condanna per fellonia si fondava sulla ribellione che avrebbe organizzato in quell'anno contro la monarchia assieme ad altri baroni, come Antonio Ventimiglia, conte di Collesano e Bartolomeo d'Aragona, barone di Cammarata. A spingere Moncada a commettere questo atto di infedeltà verso la Corona aragonese che aveva sempre appoggiato furono i suoi malumori verso i Martini, dovuti all'esclusione dal Consiglio Regio che si era formato quando Martino il Vecchio era tornato in Aragona e il peso crescente che era dato all'almirante del Regno, Bernardo Cabrera, conte di Modica. Secondo altre fonti, invece, sarebbe stato vittima di una congiura ordinata da Pietro Serra, vescovo di Catania, il quale fece credere al re Martino di essersi ribellato , o che il medesimo lo istigò alla ribellione.
La sentenza di fellonia diede enorme dispiacere a Moncada che, sentitosi offeso nell'onore, morì a Lentini, nel Val di Noto, nel 1398, e ivi sepolto nella chiesa del convento dei Frati domenicani.

### Matrimoni e discendenza
Guglielmo Raimondo Moncada Peralta, marchese di Malta e Gozo, dal primo matrimonio con Beatrice Alagona Palizzi, figlia di Giovanni conte di Novara, ebbe i seguenti figli:
- Matteo, VI conte di Caltanissetta († 1423), che dall'unione con Contissella d'Aragona Embriaco, figlia di Bartolomeo, barone di Cammarata, ebbe tre figli;
- Giovanni, III conte di Adernò (1375-1452), sposato con Andreana Esfonellar d'Aragona, figlia di Umberto, barone di Avola, da cui ebbe cinque figli.[2]

Dalla seconda unione con Stefania Carroz Lauria, figlia di Francesco, ammiraglio catalano e governatore del Regno di Sardegna e Corsica, ebbe i seguenti figli:
- Guglielmo Raimondo, marchese di Malta e Gozo († 1448), che non lasciò discendenza;
- Giovannella, che fu moglie di Paolo Ventimiglia, barone di Ciminna;
- Eleonora, che fu moglie di Pietro Lancia, barone di Ficarra;
- Sibilla.[2][12]

Ebbe anche un figlio naturale, Simone, signore di Castelluccio, che dalla moglie Damiata Moncada Esfonellar, ebbe due figli.